# Place des Festivals
La place des Festivals est une place publique de Montréal inaugurée en 2009.

## Situation et accès
La place est située dans le Quartier des spectacles, le long de la rue Jeanne-Mance (entre le boulevard De Maisonneuve et la rue Sainte-Catherine), en face du Musée d'art contemporain de Montréal. À l'ouest, la place est bordée par l’Edifice Wilder – Espace danse et l'Îlot Balmoral, où l'ONF y a son siège social.
La station de métro Place-des-Arts est située au nord-est.

## Origine du nom
Elle permet de proposer un espace adéquat pour recevoir les grands festivals montréalais.

## Historique

### Les antécédents
L'îlot et son voisin à l'ouest ont formé dans les années 1980 un ensemble convoité. Le promoteur Trizec avait acquis dans les années 1970 la partie à l'ouest de la rue Balmoral et il a fait un échange en 1982 avec la Ville de Montréal qui était propriétaire de la partie est. La Ville devenait propriétaire de la moitié nord et devait y construire 600 logements, ramené en 1985 à 250 mais avec trois étages commerciaux, alors que Trizec se donnait sept ans pour construire sur la moitié sud « une seconde Place Ville-Marie » de 50 étages. Ces projets seront plus tard abandonnés,.

### Planification et construction
La place occupe l'ensemble de l'îlot Balmoral et est aussi grande que le Square Victoria. Les aménagements incluent, entre autres, 235 jets d’eau à pulsion variable éclairés, des vitrines habitées, celle au nord est présentement occupée par le restaurant Kamuy, et des superstructures. La Maison du Festival Rio Tinto Alcan se trouve à proximité de la place.
Après deux ans de discussions, le dévoilement des maquettes a lieu le 9 juillet 2008 en présence du maire de Montréal, Gérald Tremblay. Les travaux ont débuté en août 2008 et se sont en grande partie terminés le 30 juin 2009, à temps pour le spectacle d'ouverture de Stevie Wonder dans le cadre de la 30e édition du Festival international de jazz de Montréal.

### Nouveau lieu de rassemblement
L'inauguration officielle eut lieu le 7 septembre 2009 avec un spectacle de Diane Dufresne, DJ Champion et des danseurs des Grands Ballets canadiens.
Du 11 décembre 2009 au 6 janvier 2010 eu lieu « Champ de pixels », soit 400 sources lumineuses interactives sur 40 000 pieds carrés,.
Le 19 août 2010 a lieu la première d'Élixir, spectacle d'eau, de son et de lumière. Le projet de 300 000 $ développé par la firme Moment Factory sera présenté en soirée en septembre et octobre 2010.
Du 15 décembre 2010 au 27 février 2011 a lieu « Sphères polaires », soit 25 sphères de différentes grosseurs interactives. Conçu par la firme Lucion Media mais fabriquées par la Société des arts gigantesques, le coût de cette opération a coûté 400 000 $.

## Quelques artistes ayant joué à la place des Festivals
| - Arcade Fire - Ben Harper - Brian Setzer Orchestra - Caravan Palace - Jean Leloup - Cœur de Pirate - Éric Lapointe | - Diane Dufresne - DJ Champion - Emir Kusturica and The No Smoking Orchestra - Émile Bilodeau - La Compagnie créole - Loco Locass - Karkwa - Malajube | - Patrick Watson - Rich Brown & Rinsethealgorithm - Señor Coconut - Slavic Soul Party! - Stevie Wonder - Trombone Shorty - Walk off the Earth | - Zachary Richard |

## Bâtiments remarquables et lieux de mémoire

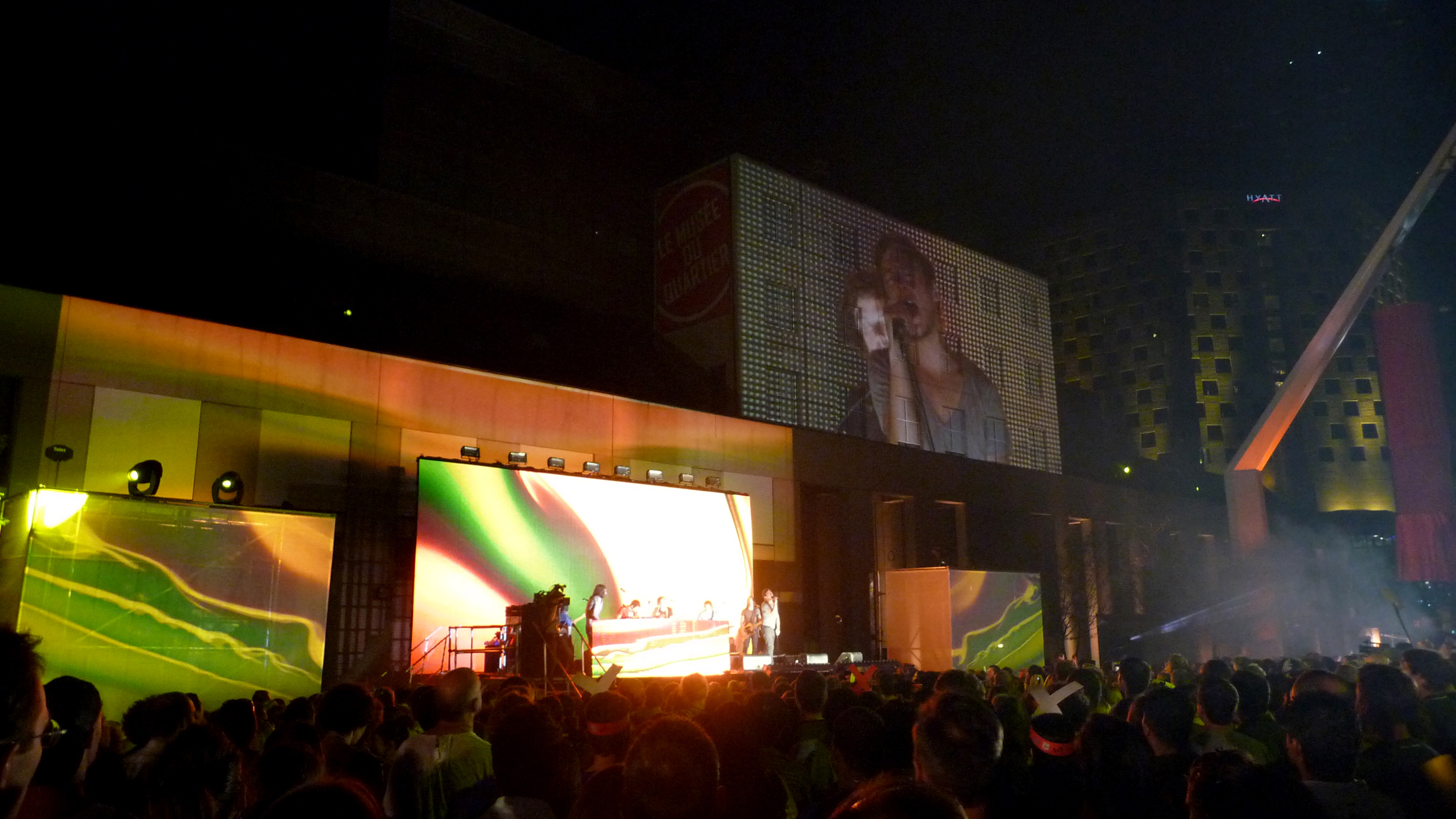
Inauguration de la place des Festivals avec DJ Champion, le 7 septembre 2009
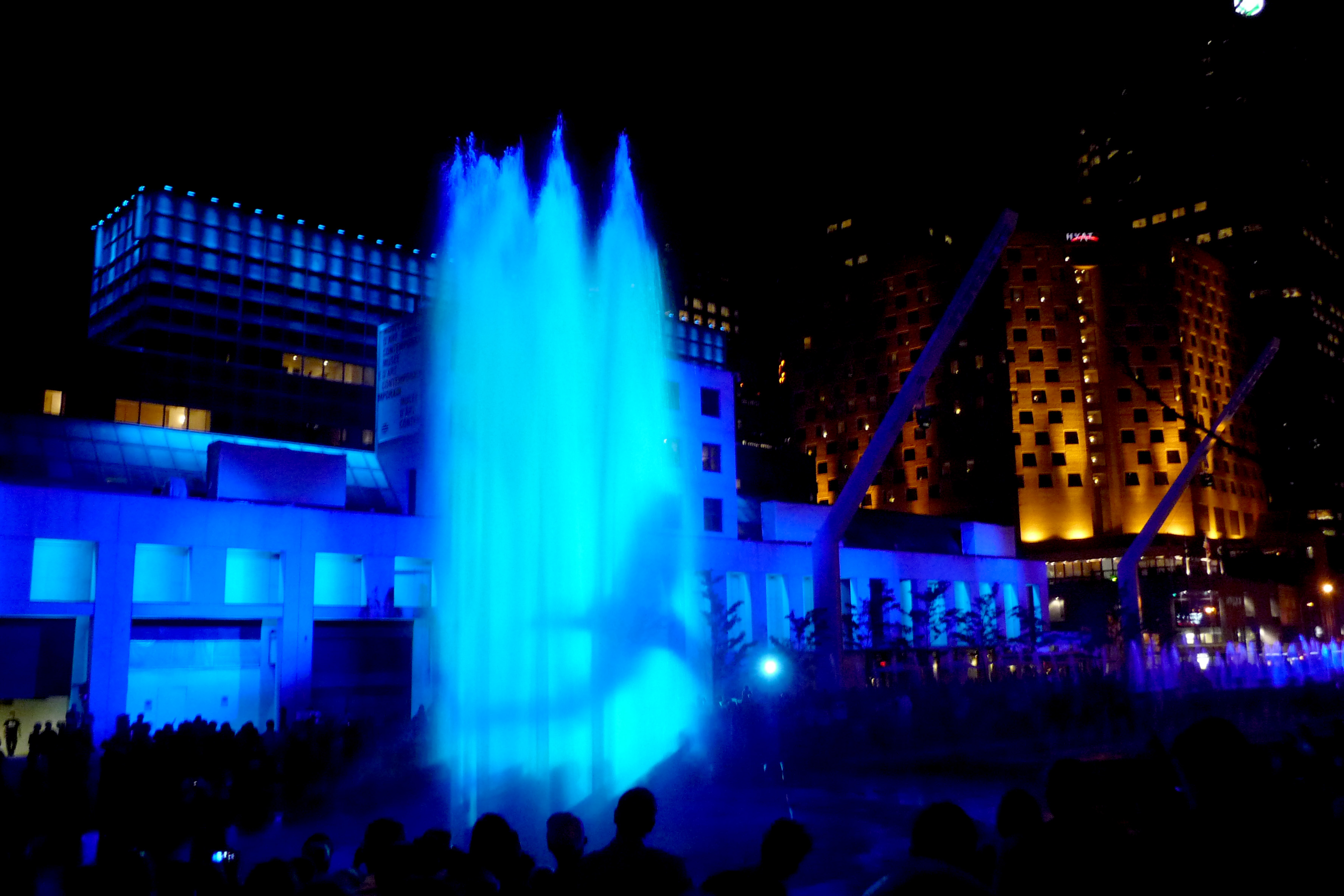
Élixir à la place des Festivals en août 2010
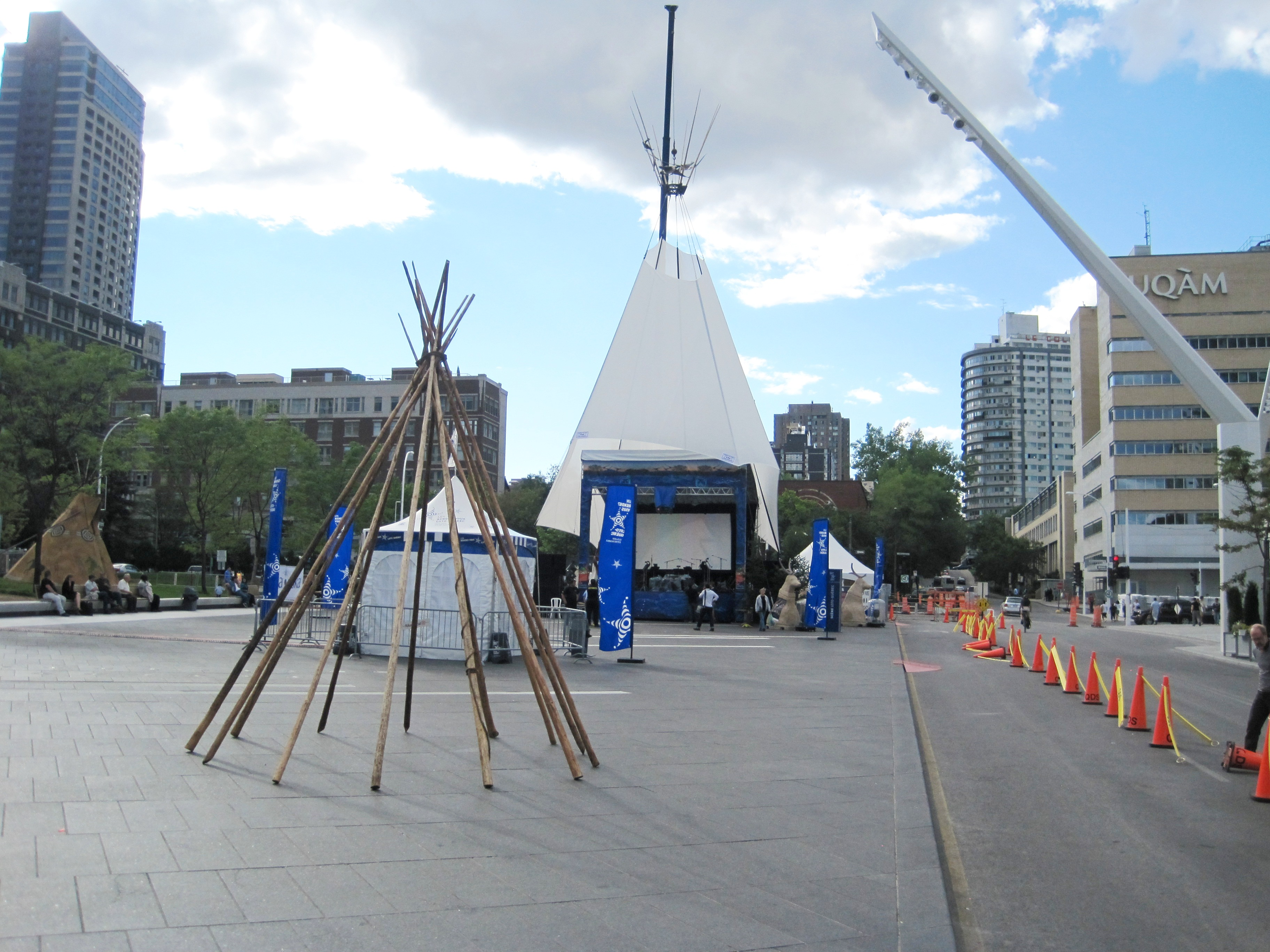
Installations du Festival Présence autochtone de Montréal sur la Place des festivals, en août 2010
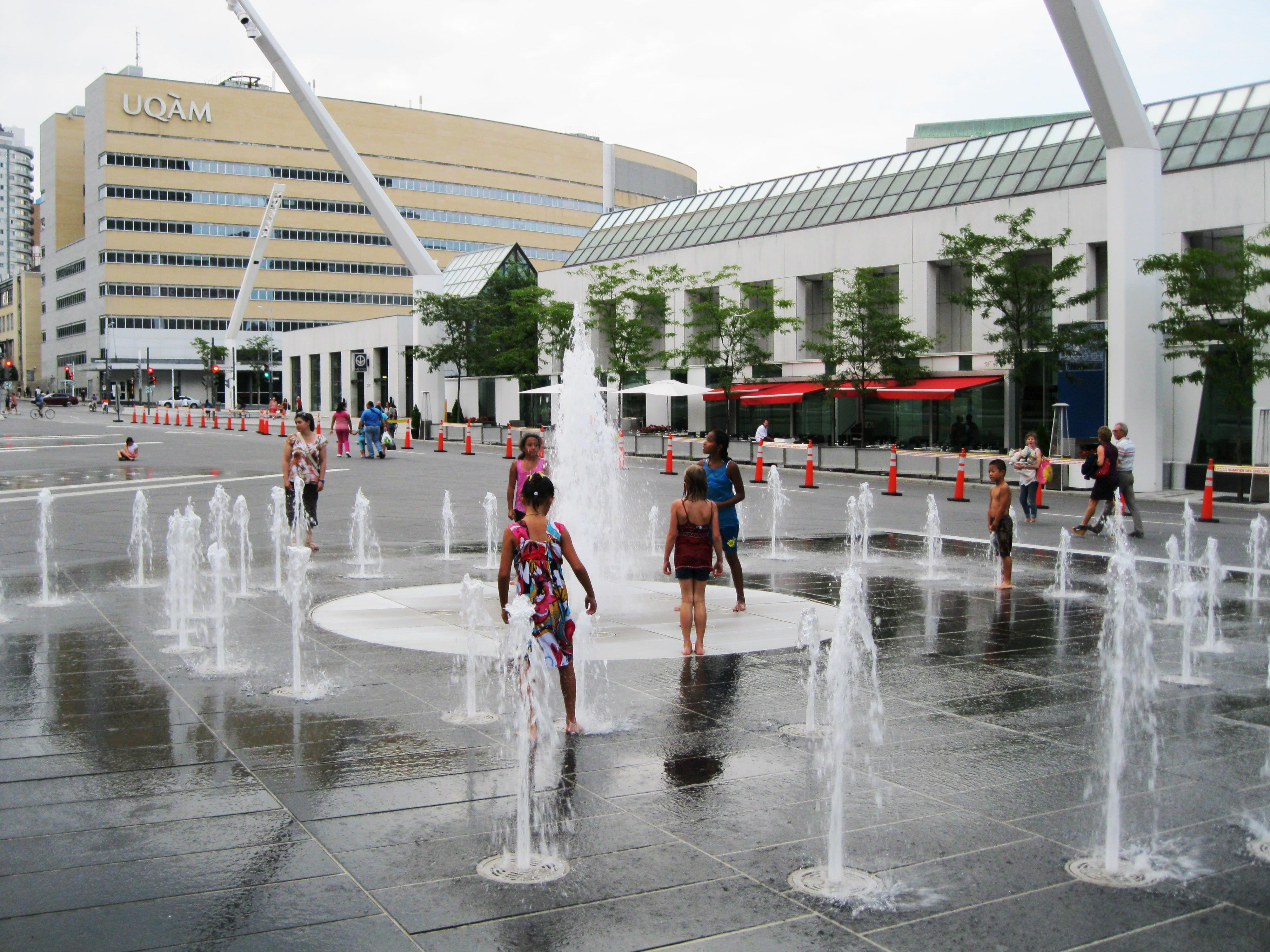
Jeux d'eau